# Xian de Zhenping (Shaanxi)
Pour les articles homonymes, voir Zhenping.
Le xian de Zhenping (镇坪县 ; pinyin : Zhènpíng Xiàn) est un district administratif de la province du Shaanxi en Chine. Il est placé sous la juridiction de la ville-préfecture d'Ankang.

## Démographie
La population du district était de 57 037 habitants en 1999.